# اوبوخ
اوبوخ (به لاتین: Obokh) یک منطقهٔ مسکونی در روسیه است که در داغستان واقع شده‌است.